# Affiliated Managers Group
Affiliated Managers Group — американская компания по управлению активами.
Размер активов под управлением — $772 млрд на 30 июня 2017 года.

## История
Компания основана в 1993 году Уильямом Джей Наттом (англ. William J. Nutt).

## Деятельность
В 2015 году компания заняла 35-е место среди 500 крупнейших инвестиционных компаний мира по размеру активов под управлением ($611,3 млрд).

## Руководство
- Натаниэль Дальтон — президент.
- Джон Кингстон — вице-директор.

## Дочерние компании
- Abax Investments
- AQR Capital Management, LLC
- Artemis Investment Management LLP
- Baring Private Equity Asia
- Beutel, Goodman & Company Limited
- BlueMountain Capital Management, LLC
- Capula Investment Management, LLP
- Chicago Equity Partners, LLC
- Deans Knight Capital Management Limited
- EIG Global Energy Partners, LLC
- First Quadrant, L.P.
- Foyston, Gordon & Payne Inc.
- Frontier Capital Management Company, LLC
- GW&K Investment Management
- Genesis Asset Managers, LLP
- Harding Loevner LP
- Ivory Capital
- J.M. Hartwell LP
- Montrusco Bolton Investments Inc.
- Pantheon
- Partner Fund Management
- Renaissance Investment Management
- River Road Investment Management, LLC
- SouthernSun Asset Management
- Systematic Financial Management, L.P.
- Systematically Investments
- Third Avenue Management LLC
- TimesSquare Capital Management, LLC
- Trilogy Global Advisors
- Tweedy, Browne & Company LLC
- ValueAct Capital
- Veritas Asset Management
- Winton Group Limited
- Yacktman Asset Management[6]